# Xã Oakville, Quận St. Louis, Missouri
Xã Oakville (tiếng Anh: Oakville Township) là một xã thuộc quận St. Louis, tiểu bang Missouri, Hoa Kỳ. Năm 2010, dân số của xã này là 36.828 người.